# NJFA
NJFA steht für „NATO Joint Civil/Military Frequency Agreement“ und ist das „NATO-einheitliche zivil/militärische Frequenzabkommen“. Das Dokument ist seit 1982 die Grundlage für die Frequenzversorgung und Unterstützung der Streitkräfte auf dem Territorium der Bundesrepublik Deutschland sowie der NATO-Partner. Infolge weltweit veränderter Frequenzbereichszuweisung und der Entwicklung zivil genutzter Funkdienste sind ständig Änderungen im NJFA erforderlich.
Die nationalen Hoheitsträger für die Regulierung des Funkfrequenzspektrums erlassen/verfügen grundsätzlich einvernehmliche NJFA-Änderungen, insbesondere unter Berücksichtigung der Entscheidungen von ITU-Weltfunkkonferenzen, operationellen Erfordernissen der Streitkräfte und technischer Entwicklungen. Wobei gemäß „Artikel 38 des Internationalen Fernmeldevertrags von Nairobi, 1982“ Folgendes verbrieft ist: „§ 163, 1. Die Mitglieder behalten ihre volle Freiheit in Bezug auf die militärischen Funkanlagen ihrer Land-, Luft- und Seestreitkräfte.“

## Inhalt
Das NJFA enthält – neben allgemeinen Bestimmungen, Festlegungen zur Inkraftsetzung und Novellierung – „militärische Funkfrequenzforderungen und Bedingungen zur Nutzung des (Funkfrequenz)Spektrums“. Hier wird wie folgt unterschieden:
a. Typische militärische Forderungen
(1) Essentielle militärische Forderungen
(2) Militärische Forderung
b. Typische harmonisierte NATO-Frequenzbänder
(1) Typ 1: ein Frequenzband, welches sich generell in NATO-Europa in militärischer Nutzung befindet
(2) Typ 2: ein Frequenzband, welches in NATO-Europa für militärische Nutzung geplant ist
(3) Typ 3: ein Frequenzband, welches in NATO-Europa für eine mögliche militärischer Nutzung identifiziert wurde
Der folgende Tabellenteil enthält in den Spalten a und b die Frequenzbereiche und Funkdienste gemäß VO Funk der ITU. Die Spalte c enthält die betreffenden militärischen Forderungen/Nutzungen. Die Schreibweise der Funkdienste erfolgt in Übereinstimmung mit der VO Funk.

- Schreibweise für Primär-Funkdienste – in Großbuchstaben (Beispiel: FESTER FUNKDIENST)
- Schreibweise für Sekundär-Funkdienste – in Normalschreibweise (Beispiel: Ortungsfunkdienst)
- Zuweisungen für den Festen Funkdienst sind ebenfalls nutzbar für transportable (taktische) Richtfunkanwendungen Es besteht Einvernehmen, dass alle Funkanwendungen für Such- und Rettungsdienste, Navigationsfunkdienst, Navigationsfunkdienst über Satelliten und Mobiler Flugfunkdienst (R) zivil/militärisch gleichermaßen nutzbar sind, ohne das darauf im Tabellenteil speziell verwiesen wird. Sofern im Frequenzabkommen die ITU-Region 2 Erwähnung findet, bezieht sich dies auf NATO-Operationsgebiete innerhalb der Grenzen der ITU-Region 2. Weitere Frequenzforderungen/Nutzungen enthält die „Ergänzung zum NJFA für Spannungsperioden und Krisenzeiten …“ (englisch Supplement to the NATO Joint Civil/Military Frequency Agreement … for States of Emergency and Times of Crisis …).

## Zielsetzung
Funkfrequenzen – generell – sind eine volkswirtschaftlich wertvolle endliche Ressource, die zunehmend kommerziellen Zugriffs-Ansprüchen unterliegt, weshalb für militärische Nutzungen vor allem in Friedenszeiten – mit Tendenz steigend – Rechtfertigungsforderungen erhoben werden. Das NJFA bietet wichtige Orientierungen bezüglich minimalem militärischen Frequenzbedarfs, beispielsweise für die:
- Planung, Entwicklung und Beschaffung waffensystem-immanente Frequenznutzungen oder von Stand Alone Funksystemen (Beispiel: Satelliten-Kommunikationssystem der Bundeswehr);
- Krisen- und Alarmplanung der NATO-Partner sowie „Crisis Response Planning“ im Zuständigkeitsbereich der NATO-Kommandos für die ITU-Region 1;
- Beteiligung nationaler Streitkräfte oder Kontingent an NATO geführten Übungen, Einsätzen oder Missionen (Beispiel: SFOR-Beteiligung von „Partnership for Peace“ Länder);
- Koordinierung grenzüberschreitende Frequenznutzung von NATO-Partnern mit befreundeten Nachbarländern (Beispiel: grenzüberschreitender Mobiler Flugfunkdienst (R) Luftwaffe (Bundeswehr) versus Luftwaffe (Österreichisches Bundesheer));
- Frequenzharmonisierung militärisch genutzter Funkdienste in Ländern, die eine Annäherung an die NATO anstreben (Beispiel: Harmonisierung UHF-Frequenzband 225–400 MHz in Litauen, Tschechien und Polen bereits ab 1993 mit Unterstützung Bundesministerium der Verteidigung / Fü S, Stabsabteilung IV) und
- Frequenzverfügbarkeit für militärische Funkstellen auf dem Hoheitsgebiet der Bundesrepublik Deutschland.

## NJFA-Tabelle

### Frequenzbereich 14–70 kHz
| Zuweisung an Funkdienste Gemäß VO Funk | Zuweisung an Funkdienste Gemäß VO Funk                              | Zuweisung an Funkdienste Gemäß VO Funk                                                                                       | Zuweisung an Funkdienste Gemäß VO Funk |
| Freq. Band                             | Funkdienst Zuweisung genutzt durch Streitkräfte                     | militärische Forderung/Nutzung                                                                                               | Nutzungsbedingungen |
| -------------------------------------- | ------------------------------------------------------------------- | --- | --- |
|                                        |                                                                     | | |
| 14–70 kHz                              | MOBILER SEEFUNKDIENST                                               | Essentielle militärische Forderungen für maritime Kommunikation.                                                             | |
| 70–148,5 kHz                           | MOBILER SEEFUNKDIENST                                               | Militärische Forderung für maritime Kommunikation.                                                                           | |
| 283,5–415 kHz                          | FLUGNAVIGATIONSFUNKDIENST                                           | Militärische Forderung für taktische ungerichtete Funkfeuer.                                                                 | |
| 415–526,5 kHz                          | FLUGNAVIGATIONSFUNKDIENST                                           | Militärische Forderung für taktische ungerichtete Funkfeuer                                                                  | |
| 415–526,5 kHz                          | MOBILER SEEFUNKDIENST                                               | Militärische Forderung für maritime Kommunikation.                                                                           | |
| 1605,5 kHz- 30 MHz                     | MOBILER FLUGFUNKDIENST (OR)                                         | Essential militärische Forderungen für weitreichende Flugfunk-Kommunikation.                                                 | Die Exklusiv-Zuweisungen an den mobilen Flugfunkdienst (OR) in den Bänder von 3025 bis 18030 kHz sind gemäß VO-Funk Anhang 26 zu nutzen.     |
| 1605,5 kHz- 30 MHz                     | MOBILER SEEFUNKDIENST                                               | 1. Essential militärische Forderungen für Breitband-Telegraphiekanäle. 2. Militärische Forderung für maritime Kommunikation. | Die Exklusiv-Zuweisungen an den mobilen Seeflugfunkdienst zwischen den Bänder von 4000 bis 27500 kHz sind gemäß VO-Funk Anhang 31 zu nutzen. |
| 1605,5 kHz- 30 MHz                     | FESTER FUNKDIENST, MOBILFUNKDIENST außer mobiler Flugfunkdienst (R) | Militärische Forderung für ortsfeste und taktische Kommunikation.                                                            | Eine hohe Kanalwiederholungs-Sequenz ist erforderlich.                                                                                       |
| 1605,5 kHz- 30 MHz                     | ORTUNGSFUNKDIENST                                                   | Militärische Forderung für die Nutzung von Radarsystemen.                                                                    | |
| 1–6                                    |                                                                     | | |

Anmerkungen gemäß VO Funk
- primärer Funkdienst / Primärzuweisung – Schreibweise in Großbuchstaben zum Beispiel: MOBILER SEEFUNKDIENST
- sekundärer Funkdienst / Sekundärzuweisung – normale Schreibweise zum Beispiel: Mobiler Flugfunkdienst (R)
- (OR) – Abkürzung für Flüge anders als Linienflüge (englisch off-route)
- (R) – Abkürzung für Linienflüge (route)

### Frequenzbereich 30–400 MHz
| Zuweisung an Funkdienste Gemäß VO Funk | Zuweisung an Funkdienste Gemäß VO Funk                                                                          | Zuweisung an Funkdienste Gemäß VO Funk | Zuweisung an Funkdienste Gemäß VO Funk |
| Freq. Band                             | Funkdienst Zuweisung genutzt durch Streitkräfte                                                                 | militärische Forderung/Nutzung | Nutzungsbedingungen |
| -------------------------------------- | --- | --- | --- |
|                                        | | | |
| 30–87,5 MHz                            | MOBILFUNKDIENST                                                                                                 | Essentielle militärische Forderungen von 8 bis 25 MHz für taktische Kommunikation, wovon 8 MHz zu harmonisieren sind.                                                               | 1. 45,00–47,00 MHz ist ein harmonisiertes NATO-Band Typ 1 (46,60–47,00 MHz sind gleichermaßen militärisch verfügbar in der ITU-Region 2). 2. 30,30–30,50; 32,15–32,45; 41,00–45,00; 73,30–74,10 und 79,00–79,70 MHz sind harmonisierte NATO-Bänder Typ 3. |
| 138–144 MHz                            | MOBILER FLUGFUNKDIENST (OR)                                                                                     | Essentielle militärische Forderungen für operationellen Flugfunk. | Der WELTRAUMFERNWIRKFUNKDIENST sollte in NATO-Ländern keine Primärzuweisung erhalten. |
| 138–144 MHz                            | MOBILER LANDFUNKDIENST (D5.211)                                                                                 | Militärische Forderung für mobile Landfunkkommunikation. | |
| 156–174 MHz                            | MOBILFUNKDIENST außer mobiler Flugfunkdienst                                                                    | Militärische Forderungen für Sonoboje-Nutzung auf See und im Hafen. | Der Einsatz von Sonobojen soll mit Sekundärstatus erfolgen. |
| 156–174 MHz                            | MOBILER SEEFUNKDIENST                                                                                           | Militärische Forderungen für maritime Kommunikation. | |
| 225–400 MHz                            | FESTER FUNKDIENST Fester Funkdienst MOBILFUNKDIENST Mobiler Funkdienst MOBILFUNKDIENST ÜBER SATELLITEN (D5.254) | 1. Essentielle militärische Forderungen für Mobilsatelliten, Boden/Bord/Boden sowie spezielle maritime und terrestrische Kommunikation. 2. Das NATO FMSC in diesem (Frequenz)Bande. | 1. Das ist ein harmonisiertes NATO-Band Typ 1, einschließlich ITU-Region 2. 2. Die Frequenznutzung im Band 225–400 MHz unterliegt der Revision. … 3. Der ortsfeste Richtfunk - RiFu (ausgenommen: RiFu taktisch/bewegbar) sollte in höhere Frequenzbereiche verlegt werden, oder es sollten andere Übertragungswege genutzt werden. 4. Der WELTRAUMFERNWIRKFUNKDIENST sollte in NATO-Ländern – einschließlich ITU-Region 2 – keine Primärzuweisung erhalten. |
| 1–7                                    | | | |

### Frequenzbereich 400,15–2690 MHz
| Zuweisung an Funkdienste Gemäß VO Funk | Zuweisung an Funkdienste Gemäß VO Funk                                                                                                 | Zuweisung an Funkdienste Gemäß VO Funk | Zuweisung an Funkdienste Gemäß VO Funk |
| Freq. Band                             | Funkdienst Zuweisung genutzt durch Streitkräfte                                                                                        | militärische Forderung/Nutzung | Nutzungsbedingungen |
| -------------------------------------- | --- | --- | --- |
|                                        | | | |
| 400,15–406 MHz                         | WETTERHILFENFUNKDIENST | Militärische Forderung für meteorologisches Gerät. | |
| 420–450 MHz                            | ORTUNGSFUNKDIENST Ortungsfunkdienst | Militärische Forderung Land- und Marine-Radar(sensoren) sowie luftgestützte Radars über Seegebieten. | In Störreichweite Küstenmeer der Mitgliedsländer sind operationelle Radarnutzungen gemäß Status des Funkdienstes auf nationaler Basis zu koordinieren. |
| 790–960 MHz                            | MOBILFUNKDIENST außer mobiler Flugfunkdienst FESTER FUNKDIENST                                                                         | Essentielle militärische Forderungen von 10 bis 60 MHz für den taktischen RiFu, wobei 10 MHz harmonisiertes Spektrum für Training in Grenzgebieten vorzuhalten sind, was Gegenstand bilateraler oder multilateraler Koordination ist. | Gemäß derzeit genutztem Geräts bestehen für Einsatzverbände mit Korpsstärke 50 MHz Spektrumsbedarf, wobei anzumerken ist, dass einige Länder diesen Bedarf schwerlich decken können. |
| 790–960 MHz                            | Ortungsfunkdienst | Militärische Forderung für schiffsgestützte Radarsensoren der Marine (890–942 MHz). | In Störreichweite Küstenmeer der Mitgliedsländer sind operationelle Radarnutzungen auf nationaler Basis zu koordinieren. |
| 960–1215 MHz                           | FLUGNAVIGATIONSFUNKDIENST (D5.328) | Militärische Forderung für: 1. TACAN und militärische IFF-Anlagen. 2. JTIDS/MIDS Operationen. | JTIDS/MIDS Operationen unterliegen speziellen nationalen Vereinbarungen. |
| 1215–1350 MHz                          | ORTUNGSFUNKDIENST FLUGNAVIGATIONSFUNKDIENST (D5.331) NAVIGATIONSFUNKDIENST ÜBER SATELLITEN (Richtung Weltraum-Erde) (D5.329)           | 1. Essentielle militärische Forderungen für Luftverteidigungs- und (Früh)Warnradars. 2. Militärische Forderung für NAVSATA GPS | NAVSATA GPS auf 1227,6 MHz mit ±14 MHz Bandbreite D5.329 ist zu berücksichtigen. |
| 1350–2690 MHz                          | FESTER FUNKDIENST, MOBILFUNKDIENST (D5.359)(D5.359A)(D5.397) NAVIGATIONSFUNKDIENST ÜBER SATELLITEN ORTUNGSFUNKDIENST Ortungsfunkdienst | 1. Essentielle militärische Forderungen für taktischen RiFu, mit harmonisierten Bändern von 90 MHz, insgesamt bis 180 MHz zu großen Übungen in einigen Ländern. 2. Militärische Forderung für Radars von 1350 MHz bis 1375 MHz bzw. weiter bis 1400 MHz in einigen Ländern, sowie Marine-Radars bis 1400 MHz. 3. Militärische Forderung für NAVSATA GPS. | 1. In den meisten NATO-Länder ist RiFu-Gerät durchstimmbar im Bereich von 1350–1850 MHz. Zukünftiges Gerät ist durchstimmbar im Gesamtband von 1350–2690 MHz. 2. Auf absehbare Zeit erfolgen (Frequenz)Zuweisungen für taktischen RiFu aus den Teilbändern 1375–1400, 1427–1452, 1492–1525, 2025–2110, 2200–2290, 2520–2575 und 2615–2670 MHz. 3. Auf lange Sicht (ggf. nach 2007) sind – in Ländern mit gemeinsamen Landgrenzen – die Teilbänder 2025–2070 und 2200–2245 MHz für taktischen RiFu harmonisiert. 4. NAVSATA GPS auf 1575,42 MHz mit ±14 MHz Bandbreite. |
| 1–8                                    | | | |

### Frequenzbereich 2700–7900 MHz
| Zuweisung an Funkdienste Gemäß VO Funk | Zuweisung an Funkdienste Gemäß VO Funk | Zuweisung an Funkdienste Gemäß VO Funk | Zuweisung an Funkdienste Gemäß VO Funk |
| Freq. Band                             | Funkdienst Zuweisung genutzt durch Streitkräfte                                                                                                  | militärische Forderung/Nutzung | Nutzungsbedingungen |
| -------------------------------------- | --- | --- | --- |
|                                        | | | |
| 2700–3100 MHz                          | Ortungsfunkdienst | Militärische Forderung für landbasierte -, luftgestützte - und Marine-Radars. | |
| 3100–3400 MHz                          | ORTUNGSFUNKDIENST | Essentielle militärische Forderungen für landbasierte -, luftgestützte - und Marine-Radars. | Die Bedingungen von D5.149 sind einzuhalten. |
| 3400–3400 MHz                          | Ortungsfunkdienst | Essentielle militärische Forderungen für landbasierte -, luftgestützte - und Marine-Radars. | |
| 3410–3500 MHz                          | Ortungsfunkdienst | Militärische Forderung für landbasierte - und Marine-Radars. | In Störreichweite Küstenmeer der Mitgliedsländer sind operationelle Radarnutzungen gemäß Status des Funkdienstes auf nationaler Basis zu koordinieren. |
| 4400–5000 MHz                          | FESTER FUNKDIENST, MOBILFUNKDIENST | Essentielle militärische Forderungen ortsfester, taktischer RiFu und mobile Systeme. | 1. Das ist ein harmonisiertes NATO-Band Typ 1. 2. Der FESTE FUNKDIENST ÜBER SATELLITEN ist in NATO Europe nicht zu implementieren. 3. Die Bedingungen von D5.149 sind einzuhalten. |
| 5250–5850 MHz                          | ORTUNGSFUNKDIENS Ortungsfunkdienst | Essentielle militärische Forderungen für landbasierte -, luftgestützte - und Marine-Radars. | |
| 7250–7750 MHz                          | FERSTER FUNKDIENST FESTER FUNKDIENST ÜBER SATELLITEN (Richtung Weltraum-Erde), MOBILFUNKDIENST ÜBER SATELLITEN (Richtung Weltraum-Erde) (D5.461) | 1. Essentielle militärische Forderungen für Speiseverbindungen (downlinks); das Mobilsatelliten-Teilband 7250–7300 MHz Marin- und landmobile Erdfunkstellen. 2. Militärische Forderung für ortsfeste Systeme in einigen Ländern. | 1. Das ist ein harmonisiertes NATO-Band Typ 1 für Speiseverbindungen (downlinks). 2. 7250–7300 MHz ist gepaart mit 7975–8025 MHz für die die Zuweisung MOBILFUNKDIENST ÜBER SATELLITEN. 3. Im Band 7250–7300 MHz sind FESTER FUNKDIENST und MOBILFUNKDIENST – in den meisten NATO-Ländern, einschließlich ITU-Region 2 – nicht zu implementieren 4. Im Band 7300–7750 MHz können transportable Erdfunkstellen keinen (Stör)Schutz gegenüber anderen Funkdiensten beanspruchen. |
| 7750–7900 MHz                          | FESTER FUNKDIENST | Militärische Forderungen für existierende ortsfeste NATO-Systeme in einigen Ländern. | |
| 1–9                                    | | | |

### Frequenzbereich 7900 MHz – 27,5 GHz
| Zuweisung an Funkdienste Gemäß VO Funk | Zuweisung an Funkdienste Gemäß VO Funk | Zuweisung an Funkdienste Gemäß VO Funk | Zuweisung an Funkdienste Gemäß VO Funk |
| Freq. Band                             | Funkdienst Zuweisung genutzt durch Streitkräfte | militärische Forderung/Nutzung | Nutzungsbedingungen |
| -------------------------------------- | --- | --- | --- |
|                                        | | | |
| 7900–8400 MHz                          | FESTER FUNKDIENST ÜBER SATELLITEN (Richtung Erde-Weltraum) MOBILFUNKDIENST ÜBER SATELLITEN (Richtung Erde-Weltraum) (D5.461) FESTER FUNKDIENST Weltraumfernwirkfunkdienst (Richtung Weltraum-Erde) (D5.462A) | 1. Essentielle militärische Forderungen für Speiseverbindungen (uplinks); das Mobilsatelliten-Teilband 7975–8025 MHz ist für Erdfunkstellen maritimer- und land-mobiler Satellitensysteme. 2. Militärische Forderung für Weltraumfernwirkfunkdienst Speiseverbindungen (downlink), vorschlagsweise im Band 8025–8400 MHz. 3. Militärische Forderung für ortsfeste Systeme in einigen Ländern. | 1. Das ist ein harmonisiertes NATO-Band Typ 1 für Speiseverbindungen (uplinks). 2. 7975–8025 MHz ist gepaart mit 7250–7300 MHz für die Zuweisung MOBILEFUNKDIENST ÜBER SATELLITEN. 3. FESTE FUNKDIENST und MOBILFUNKDIENST wird innerhalb 7975–8025 MHz in den meisten NATO-Ländern – einschließlich ITU-Region 2 – nicht implementiert. 4. In den Bändern 7900–7975 und 8025–8400 MHz dürfen bewegbare Erdfunkstellen keine schädliche Störungen gegenüber anderen Funkdiensten verursachen. |
| 8500 MHz- 10,5 GHz                     | ORTUNGSFUNKDIENST Ortungsfunkdienst | Militärische Forderung landbasierte -, luftgestützte - und Marine-Radars. | Harmonisiertes NATO-Band Typ 2 in ausgewählten Teilbändern ist wünschenswert. |
| 13,4–14 GHz                            | ORTUNGSFUNKDIENS | Essentielle militärische Forderungen für landbasierte -, luftgestützte - und Marine-Radars. | D5.502 ist zu berücksichtigen. |
| 14,62–15,23 GHz                        | FESTER FUNKDIENST, MOBILFUNKDFIENST | Essentielle militärische Forderungen für ortsfeste und mobile „Systeme“ (wörtlich Originalfassung: „Funkdienste“). | Das ist ein harmonisiertes NATO-Band Typ 1. |
| 15,7–17,3 GHz                          | ORTUNGSFUNKDIENST | Essentielle militärische Forderungen für landbasierte -, luftgestützte - und Marine-Radars. | 15,7–17,1 GHz ist ein harmonisiertes NATO-Band Typ 1. |
| 17,3–17,7 GHz                          | Ortungsfunkdienst | Militärische Forderung für landbasierte -, luftgestützte - und Marine-Radars. | |
| 20,2–21,2 GHz                          | FESTER FUNKDIENST ÜBER SATELLITEN (Richtung Weltraum-Erde) MOBILFUNKDIENST ÜBER SATELLITEN (Richtung Weltraum-Erde)                                                                                          | Essentielle militärische Forderungen für Satelliten-Speiseverbindungen (downlinks). | 1. Das ist ein harmonisiertes NATO-Band Typ 2, einschließlich ITU-Region 2. 2. Die Zuweisung MOBILEFUNKDIENST ÜBER SATELLITEN ist gepaart mit 43,5–45,5 GHz. |
| 24,05–24,25 GHz                        | ORTUNGSFUNKDIENST | Militärische Forderung für Radarsysteme. | |
| 25,25–27,5 GHz                         | FESTER FUNKDIENST, MOBILFUNKDIENST | Militärische Forderung für geplante ortsfeste und mobile Systeme. | 26,5–27,5 GHz ist ein harmonisiertes NATO-Band Typ 2. |
| 1–10                                   | | | |

### Frequenzbereich 30–77,5 GHz
| Zuweisung an Funkdienste Gemäß VO Funk | Zuweisung an Funkdienste Gemäß VO Funk                                                                              | Zuweisung an Funkdienste Gemäß VO Funk                                                                                           | Zuweisung an Funkdienste Gemäß VO Funk |
| Freq. Band                             | Funkdienst Zuweisung genutzt durch Streitkräfte                                                                     | militärische Forderung/Nutzung                                                                                                   | Nutzungsbedingungen |
| -------------------------------------- | --- | --- | --- |
|                                        | | | |
| 30–31 GHz                              | FESTER FUNKDIENST ÜBER SATELLITEN (Richtung Erde-Weltraum) MOBILFUNKDIENST ÜBER SATELLITEN (Richtung Erde-Weltraum) | Militärische Forderung für geplante Speiseverbindungen (uplinks).                                                                | Das ist ein harmonisiertes NATO-Band Typ 2. |
| 33,4–36 GHz                            | ORTUNGSFUNKDIENST                                                                                                   | Militärische Forderung für Radarsysteme.                                                                                         | Das ist ein harmonisiertes NATO-Band Typ 1, einschließlich ITU-Region 2. |
| 36–37 GHz                              | FESTER FUNKDIENST, MOBILFUNKDIENST                                                                                  | Militärische Forderung für ortsfeste und mobile Systeme.                                                                         | 1. Das ist ein harmonisiertes NATO-Band Typ 1, einschließlich ITU-Region 2. Die Bedingungen von D5.149 sind einzuhalten.                                                                               |
| 37–39,5 GHz                            | FESTER FUNKDIENST                                                                                                   | Militärische Forderung für existierende und zukünftige ortsfeste Systeme.                                                        | |
| 39,5–40,5 GHz                          | FESTER FUNKDIENST ÜBER SATELLITEN (Richtung Weltraum-Erde) MOBILFUNKDIENST ÜBER SATELLITEN (Richtung Weltraum-Erde) | Militärische Forderung für zukünftige Satelliten-Speiseverbindungen (downlinks).                                                 | 1. Das ist ein harmonisiertes NATO-Band Typ 3, einschließlich ITU-Region 2. 2. Paarung mit 50,4–51,4 GHz ist beabsichtigt.                                                                             |
| 43,5–45,5 GHz                          | MOBILFUNKDIENST MOBILFUNKDIENST ÜBER SATELLITEN                                                                     | 1. Essentielle militärische Forderungen für zukünftige Speiseverbindungen (uplinks). 2. Militärische Forderung für Mobilsysteme. | 1. Das ist ein harmonisiertes NATO-Band Typ 1, einschließlich ITU-Region 2. Die Zuweisung MOBILFUNKDIENST ÜBER SATELLITEN ist gepaart mit 20,2–21,2 GHz. 3. D5.553 und D5.554 sind zu berücksichtigen. |
| 50,4–51,4 GHz                          | FESTER FUNKDIENST ÜBER SATELLITEN (Richtung Erde-Weltraum) Mobilfunkdienst über Satelliten (Richtung Erde-Weltraum) | Militärische Forderung für zukünftige Satelliten-Speiseverbindungen (uplinks).                                                   | 1. Das ist ein harmonisiertes NATO-Band Typ 3, einschließlich ITU-Region 2. 2. Paarung mit 39,5–40,5 GHz ist beabsichtigt.                                                                             |
| 59–63 GHz                              | ORTUNGSFUNKDIENST FESTER FUNKDIENST MOBILFUNKDIENST                                                                 | Militärische Forderung für geplante ortsfeste, mobile und Radarsysteme.                                                          | 59–61 GHz ist ein harmonisiertes NATO-Band Typ 2, einschließlich ITU-Region 2. |
| 71–74 GHz                              | FESTER FUNKDIENST ÜBER SATELLITEN (Richtung Weltraum-Erde) MOBILFUNKDIENST ÜBER SATELLITEN (Richtung Weltraum-Erde) | Militärische Forderung für zukünftige Speiseverbindungen (uplinks).                                                              | 1. Das ist ein harmonisiertes NATO-Band Typ 3, einschließlich ITU-Region 2. 2. Die Paarung mit 81–84 GHz ist vorgesehen.                                                                               |
| 77–77,5 GHz                            | ORTUNGSFUNKDIENST                                                                                                   | Militärische Forderung für zukünftige Nutzung von Radarsystemen.                                                                 | Die Konditionen von D5.149 sind zu berücksichtigen. |
| 1–11                                   | | | |

### Frequenzbereich 78–100 GHz
| Zuweisung an Funkdienste Gemäß VO Funk | Zuweisung an Funkdienste Gemäß VO Funk                                                                              | Zuweisung an Funkdienste Gemäß VO Funk                              | Zuweisung an Funkdienste Gemäß VO Funk                                                                                   |
| Freq. Band                             | Funkdienst Zuweisung genutzt durch Streitkräfte                                                                     | militärische Forderung/Nutzung                                      | Nutzungsbedingungen |
| -------------------------------------- | --- | ------------------------------------------------------------------- | --- |
|                                        | |                                                                     | |
| 78–81 GHz                              | ORTUNGSFUNKDIENST                                                                                                   | Militärische Forderung für zukünftige Nutzung von Radarsystemen.    | Die Konditionen von D5.149 sind zu berücksichtigen.                                                                      |
| 81–84 GHz                              | FESTER FUNKDIENST ÜBER SATELLITEN (Richtung Erde-Weltraum) MOBILFUNKDIENST ÜBER SATELLITEN (Richtung Erde-Weltraum) | Militärische Forderung für zukünftige Speiseverbindungen (uplinks). | 1. Das ist ein harmonisiertes NATO-Band Typ 3, einschließlich ITU-Region 2. 2. Die Paarung mit 71–74 GHz ist vorgesehen. |
| 92–95 GHz                              | ORTUNGSFUNKDIENST                                                                                                   | Militärische Forderung für zukünftige Nutzung von Radarsystemen.    | Die Konditionen von D5.149 sind zu berücksichtigen.                                                                      |
| 95–100 GHz                             | ORTUNGSFUNKDIENST                                                                                                   | Militärische Forderung für zukünftige Nutzung von Radarsystemen.    | Die Konditionen von D5.149 sind zu berücksichtigen.                                                                      |
| 1–12                                   | |                                                                     | |